# Coquihalla Mountain
Der Coquihalla Mountain ist ein erloschener Schichtvulkan im Südwesten der kanadischen Provinz British Columbia. Er liegt im Similkameen Country, 10 km südlich des Falls Lake und 22 km westlich von Tulameen zwischen dem Coquihalla River und dem Tulameen River. Mit einer Schartenhöhe von 816 m erhebt er sich über die umliegenden Gipfel der Bergkette. Er ist mit 2.157 m der höchste Berg der Bedded Range in den nördlichen Canadian Cascades und befindet sich nahe der physiographischen Grenzen zu den Coast Mountains im Westen und dem Interior Plateau im Osten.

## Geologie
Der Coquihalla Mountain ist ein Hauptobjekt des aus dem Miozän stammenden Pemberton-Vulkangürtels; sein letzter Ausbruch liegt etwa 21 bis 22 Millionen Jahre zurück. Wie der ganze Pemberton-Vulkangürtel wurde der Coquihalla Mountain im Zuge der Subduktion von Cascadia geformt.